# Magnus Saugstrup
Magnus Saugstrup (Aalborg, 1996. július 12. –) olimpiai és világbajnok dán kézilabdázó.

## Pályafutása

### Klubcsapatokban
A Nøvling IF csapatában kezdett kézilabdázni, 2014-ben igazolt az Aalborg Håndboldhoz. Ezzel a csapattal lett négyszer dán bajnok, illetve rendszeresen játszott a Bajnokok Ligájában. 2021-ben igazolt a német SC Magdeburghoz, amely csapat aztán 21 év után tudott újra bajnokságot nyerni 2022-ben. 2023-ban és 2025-ben megnyerte a Bajnokok Ligáját. 2024-ben a német bajnokság legértékesebb játékosának választották.

### A válogatottban
A felnőttválogatottban 2018-tól szerepel. Első világversenye a 2020-as Európa-bajnokság volt. Aranyérmet szerzett a 2021-es világbajnokságon és a 2023-as világbajnokságon, Európa-bajnokságon 2022-ben bronzérmes, 2024-ben pedig ezüstérmes lett. Tagja volt a 2024-es párizsi olimpián győztes dán válogatottnak.
2024-ben megválasztották az Európa-bajnokság legjobb védőjátékosának.

## Sikerei, díjai
- Olimpiai bajnok: 2024
  - ezüstérmes: 2020
- Világbajnok: 2021, 2023, 2025
- Európa-bajnokságon ezüstérmes: 2024
  - bronzérmes: 2022

- Dán bajnok: 2017, 2019, 2020, 2021
- Német bajnok: 2022, 2024
- Bajnokok Ligája-győztes: 2023, 2025

- Európa-bajnokság legjobb védőjátékosa: 2024
- Német bajnokság legértékesebb játékosa (MVP): 2024